# Minca (Santa Marta)
Minca es un centro poblado ubicado en la Localidad III (Turística - Perla del Caribe) del Distrito de Santa Marta (Colombia). Está ubicada en las estribaciones de la Sierra Nevada de Santa Marta, a unos 15 km del centro de la ciudad. Minca es la capital ecológica de la Sierra Nevada de Santa Marta. Entre sus atractivos destacan el río, las cascadas de Marinka, Pozo Azul y Las Piedras, entre otros. También se pueden destacar su agradable clima y su zona cafetera. Últimamente Minca dispone también de muchos hostales que ofrecen a sus huéspedes comodidad y tranquilidad.
Minca en sus inicios atrajo a moradores de Irlanda y Alemania quienes aprovecharon sus tierras y clima para el cultivo de café. El corregimiento es poblado por unos 500 habitantes.

## Atractivos turísticos
Minca y sus alrededores tienen diferentes atractivos gracias a su posición geográfica. Se encuentra a una altitud de 650 m s. n. m. Algunas de las actividades que se pueden realizar en el corregimiento, son: 
- Avistamiento de aves: al estar en medio del bosque, se convierte en una gran alternativa para realizar actividades relacionadas con la observación de aves y la ornitología. En sus alrededores hay cerca de 300 especies de aves, entre residentes y migratorias. [2]
- Pozo Azul: tras una caminata de 45 minutos desde el centro de Minca se encuentra Pozo Azul, que atraviesa el río Minca.
- Cascadas de Marinka:  se encuentran tras una caminata de 90 minutos desde el centro del pueblo. Hay que pagar un pequeño cobro de admisión. Hay dos cascadas, una de ellas con piscina natural. También hay baños y un café.  [3]
- Finca La Victoria: se pueden hacer recorridos en la finca de café en La Victoria, ubicada a unos de 90 minutos de caminata desde el pueblo. Allí se puede aprender todo el proceso del cultivo y preparación para exportación, y ver sus máquinas de comienzos del siglo XX que funcionan con energía hidroeléctrica.[4]
- Finca La Candelaria : proponen Tour de Cacao desde la semilla hasta la tasa de Chocolate
- Caminatas hacia los Pinos : Ofrecen vistas increÍble sobre Santa Marta, El Rodadero y la Ciénaga Grande de Santa Marta